# تپه کوشک ولیعصر۲
تپه کوشک ولیعصر۲ مربوط به سده‌های میانه دوران‌های تاریخی پس از اسلام است و در شهرستان دهلران، بخش موسیان، دهستان دشت عباس، روستای ولیعصر واقع شده و این اثر در تاریخ ۱۵ دی ۱۳۸۷ با شمارهٔ ثبت ۲۴۰۳۹ به‌عنوان یکی از آثار ملی ایران به ثبت رسیده است.